# Edison Masisi
Edison Setlhomo K. Masisi (* 31. März 1921 in Moshupa, Betschuanaland, heute: Botswana; † 14. Februar 2003 in Gaborone) war ein botswanischer Politiker der Botswana Democratic Party (BDP).

## Leben
Masisi besuchte das Tiger Kloof Educational Institute im südafrikanischen Vryburg, wo Quett Masire und Moutlakgola P. K. Nwako zu seinen Kommilitonen gehörten. Im Anschluss war er zwischen 1950 und 1964 als Lehrer in Mosopa tätig und dort zuletzt von 1957 bis 1964 als Schulrektor. 1964 schied er aus dem Schuldienst aus, um für die Botswana Democratic Party (BDP) im Wahlkreis Mosopa für einen Sitz in der Nationalversammlung zu kandidieren. Er erlitt zunächst eine Niederlage, wurde aber bei der Wahl im März 1965 für die BDP im Wahlkreis Mosopa zum Mitglied der Nationalversammlung gewählt und gehörte dieser 34 Jahre lang bis 1999 an. Zugleich wurde er Vizeminister für Bildung, Arbeit und soziale Dienste.
Am 23. Oktober 1969 löste Masisi seinen alten Studienfreund Moutlakgola P. K. Nwako als Außenminister in der Regierung von Präsident Seretse Khama ab und bekleidete dieses bis zu seiner Ablösung durch Bakwana Kgosidintsi Kgari im März 1971. Danach war er zwischen 1972 und 1978 Landwirtschaftsminister sowie zuletzt von 1978 bis 1979 Gesundheitsminister Botswanas.
1989 wurde er Vizesprecher der Nationalversammlung und übte diese Funktion bis 1993 aus. Nachdem er zwischen 1993 und 1994 Vizeminister für Finanzen und Entwicklungsplanung im Kabinett seines Kommilitonen, Präsident Quett K. J. Masire, war, bekleidete er von 1994 bis zu seinem Rückzug aus der Politik 1999 abermals das Amt des Vizesprechers der Nationalversammlung.
Sein Sohn Tshelang Masisi war bis zu seinem Tod im Jahr 2013 ebenfalls Politiker. Er wurde 1999 im Wahlkreis Francistown zum Mitglied der Nationalversammlung gewählt. Sein jüngerer Sohn Mokgweetsi Masisi gehört seit 2009 der Nationalversammlung an und wurde am 1. April 2018 zum Präsidenten der Republik Botswana ernannt.